# Leges Liciniae-Sextiae
Las leges Liciniae-Sextiae o leyes Licinio-Sextias fueron leyes aprobadas en el año 367 a. C., y que habían sido propuestas por los tribunos de la plebe Cayo Licinio Estolón y Lucio Sextio Sextino Laterano. Representaron un importante triunfo de los plebeyos contra los privilegios de los patricios, los cuales no aceptaron fácilmente estas leyes y únicamente fueron aprobadas tras la mediación del dictador Camilo. 
Las leyes establecían un límite a la extensión que un ciudadano podía ocupar de las tierras públicas (500 yugadas = 1,25 km² = 125 ha), que los intereses sobre un préstamo debían ser deducidos de la cantidad prestada y que de los dos cónsules nombrados cada año uno podía proceder de la clase de los plebeyos. Tras la aprobación de estas leyes fue elegido cónsul para el año 366 a. C. Lucio Sextio, uno de los promotores de las leyes.

## Estipulaciones
Las leyes Liciniae-Sextiae supusieron:
- La restauración del consulado, que durante años había sido sustituido por el nombramiento de tribunos consulares.
- Estipulaban que uno de los dos cónsules anuales sería proveniente del orden plebeyo.
- Limitaba y garantizaba la posesión del ager publicus (tierras públicas conquistadas por el ejército) a menos de 500 yugadas por persona (yugada: una medida de superficie utilizada en la Antigua Roma, su nombre proviene de la cantidad de tierra que es capaz de trabajar en un día una pareja o yunta de bueyes). En la realidad luego esta estipulación fue inaplicada.
- Limitaba el ganado que podría mantenerse en los pastos de propiedad pública.
- Establecía una norma de limitación de deudas para combatir la usura.

## Otros nombres
Las leyes se pueden encontrar bajo una serie de nombres distintos:
- Leges Liciniae Sextiae
- Lex Licinia
- Lex de modo agrorum
- Leyes Licinias o Licinio-Sextias